# Encostas da Nave
Les Encostas da Nave sont un vin portugais avec Indicação de Proveniência Regulamentada (IPR)  dont le vignoble est situé au sud du terroir viticole du Douro (DOC), dans le nord de la région des Beiras. 

## Type de vin
En bordure du Douro, ces vins sont très similaires aux autres vins de cette région. 

## Encépagement
Ils ont comme cépages : Folgosão, Gouveio, Malvasia fina, Mourisco, Tinta barroca, Touriga francesa et Touriga nacional.